# Idaridzios
Idaridzios (gr. Ιδαριζιος) – możny antyjski żyjący w VI wieku, ojciec Mezamira i Całogosta, znany jedynie ze wzmianki w relacji Menandra Protektora. Etymologia imienia niepewna, według Gieorgija Wiernadskiego ma źródłosłów irański lub turecki.